# ارتش جیمز
ارتش جیمز (انگلیسی: Army of the James) ارتش میدانی و یگان متعلق به ارتش اتحادیه، از نیروهای درگیر در جنگ داخلی آمریکا بود. ارتش جیمز از واحدهای دپارتمان ویرجینیا و کارولینای شمالی بود و به طور عمده، در طول رود جیمز به مشارکت پرداخت. 